# Куликовска битка
Куликовската битка се състои на 8 септември 1380 на Куликовото поле, близо до река Дон (днешна Тулска област). Обединените войски на повечето руски княжества, водени от Дмитрий Иванович (получил след битката прозвището Донски), велик княз на Москва и Владимир, разгромяват армията на Мамай, един от претендентите за трона на Златната орда.

## Предистория
След поражение на малък монголски отряд на брега на река Вожа през 1378, Мамай решава да накаже великия княз Дмитрий Иванович и събира голяма войска. Литовският велик княз Ягело, съюзник на монголите, тръгва към тях на помощ. На 26 август тръгва и Дмитрий Иванович с брат си Владимир Андреевич и много други князе със 150-хилядна армия от Коломна, за да срещнат силите на Мамай. На 6 септември московската войска стига реките Дон и Непрядва. Мамай вече 3 седмици стои близо до Непрядва, чакайки Ягело. За да попречи на тяхното обединение, руският княз решава да започне битката.

## Ход на битката
В утрото на 8 септември на десния бряг на река Непрядва са разположени само 6 полка от руската войска. В 12 часа на Куликово поле се появили и монголите. Почти веднага започва битката, след единоборство между монголеца Челубей и руския монах-воин Александър Пересвет. Става 3 часа следобяд: монголите напредват, но Владимир и войводата Боброк Волнски остават в засада. Накрая на полето се появяват свежите руски сили; монголите започват да бягат, побягва и Мамай, който наблюдава сражението. Полк, стоящ дотогава в засада до река Красивая Меча, тръгнал да преследва монголите. Владимир Андреевич започва да събира войската, почти половината от която са убити и ранени. Самият велик княз също е намерен ранен.

## Резултати и последици
Руските летописци силно са преувеличавали броя на загиналите воини, особено на монголите, увеличавайки ги до почти 1,5 млн. За по-близък до истината брой на падналите от двете страни трябва да се счита оклоло 200 хил. души.
От 9 до 16 септември погребват убитите; до общия гроб тогава е издигната църква, която отдавна не съществува. Връщането на Дмитрий е тържествено. Олег Рязански го признава за старши; московският народ се радва на победата и измисля прозвищата „Донски“ за Дмитрий, и „Храбри“ за Владимир. Много хора считат тази победа за избавление от татаро-монголското иго, но скоро се убеждават, че монголите са все още силни и желаното освобождение може да не настъпи скоро (само две години по-късно Москва е превзета и разрушена от хан Тохтамъш).
Победата увеличава влиянието на московския княз и силата му в очите на народа, като това спомогнало за обединението на държавата.